# Bogdan Hossu
Bogdan Hossu (n. 28 aprilie 1953, București) este un sindicalist român, liderul sindicatului CNS „Cartel Alfa”, pe care l-a înființat în 1990.
1. ↑   (PDF) http://www.srr.ro/files/CY1923/CA%20-%20CD/CV-BogdanIuliuHossu.pdf Lipsește sau este vid: |title= (ajutor)